# سانکارانکوویل
سانکارانکوویل (به انگلیسی: Sankarankovil) یک منطقهٔ مسکونی در هند است که در Sankarankoil taluk واقع شده‌است. سانکارانکوویل ۷۰٬۵۷۴ نفر جمعیت دارد و ۱۴۳ متر بالاتر از سطح دریا واقع شده‌است.